# Арктическая экспедиция Грили
Арктическая экспедиция Грили 1881—1884 годов; другие названия: Экспедиция в залив Леди-Франклин (англ. Lady Franklin Bay Expedition), официальное название — Международная полярная экспедиция (англ. International Polar Expedition) — американская научно-исследовательская экспедиция на Канадский Арктический архипелаг под руководством лейтенанта Адольфа Вашингтона Грили. Экспедиция была организована военным ведомством США в рамках первого Международного полярного года. Её целью было создание метеорологической станции на севере Канадского Арктического архипелага и проведение метеорологических, астрономических и магнитных наблюдений, а также геологических и геодезических работ. Экспедиция планировалась на два года. Задачи, поставленные перед экспедицией, были выполнены. В результате санных походов трое её участников достигли самой северной на то время широты 83°24' на 40° з. д. (на три минуты севернее широты, достигнутой Альбертом Маркемом из Британской экспедиции Джорджа Нэрса в 1876 году). Из-за сложной ледовой обстановки в проливе Кеннеди летом 1882 и 1883 годов суда поддержки не смогли дойти до базы полярников — пароход «Нептун» был вынужден вернуться в порт, а пароход «Протеус» оказался в ледовом плену и затонул. Полярникам в надежде на спасение в августе — октябре 1883 года пришлось самостоятельно пробираться на юг, а затем при крайне скудных запасах продовольствия провести вынужденную зимовку на острове Пим, во время которой от голода и истощения погибли 18 из 25 участников экспедиции. Семь выживших (один из которых позже скончался), в том числе руководитель экспедиции, были спасены 22 июня 1884 года. Экспедиция Грили считается одной из наиболее трагических в истории полярных исследований.

## Предыстория

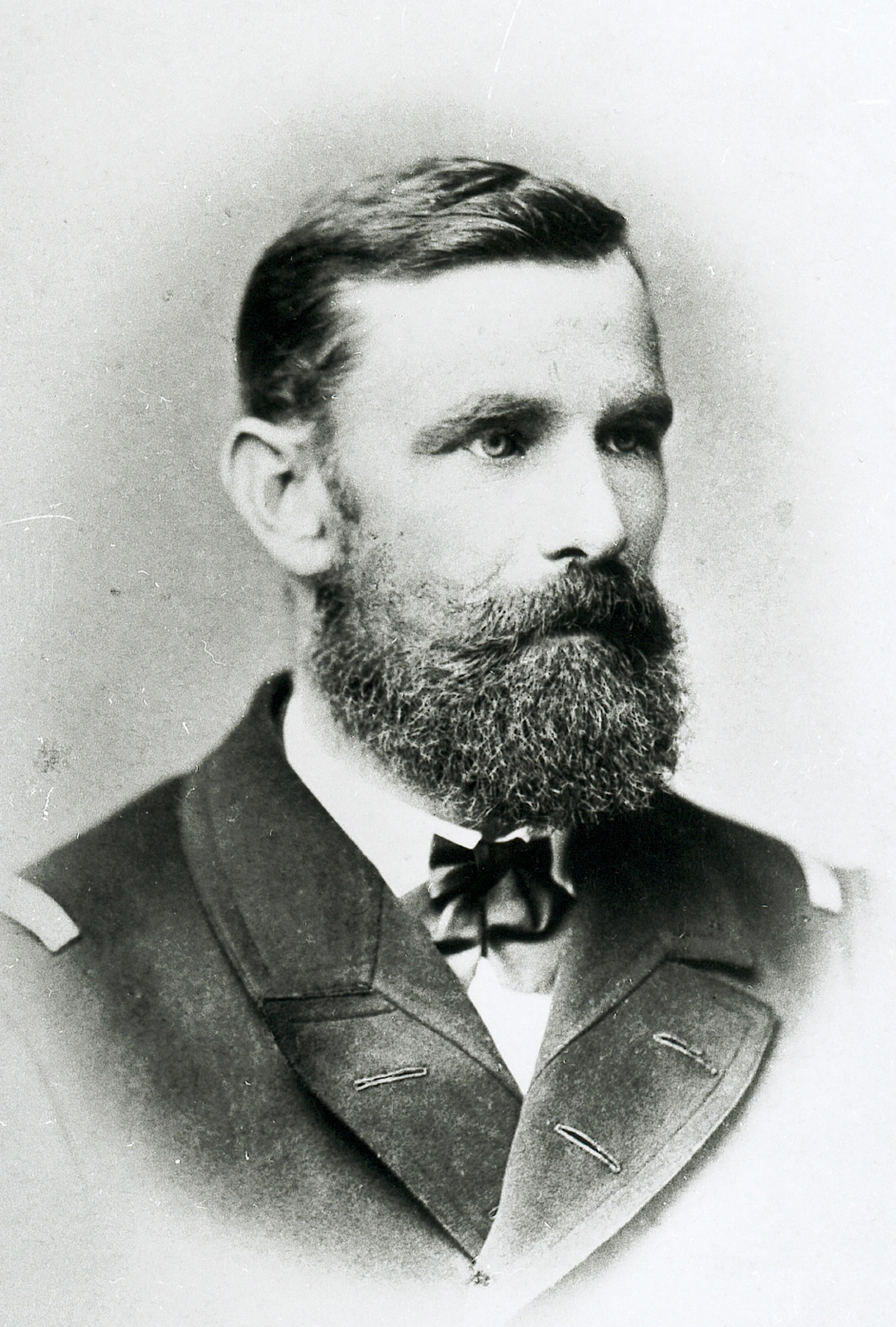
Карл Вейпрехт

До последней четверти XIX века значительное число экспедиций в полярные регионы носили преимущественно коммерческий или имиджевый характер. Впервые с предложением об организации скоординированных исключительно научных полярных исследований выступил Карл Вайпрехт — руководитель (вместе с Юлиусом Пайером) Австро-Венгерской арктической экспедиции (1872—1874), открывшей Землю Франца-Иосифа. В 1875 году в своём докладе «Основные принципы арктических исследований» он представил проект окружения северной полярной области кольцом станций, на которых бы в течение года проводились различные научные исследования, а в 1877 году составил подробную программу, которая была одобрена на второй международной конференции естествоиспытателей в Берне 7 августа 1880 года, а на третьей конференции, проведённой в Санкт-Петербурге в 1881 году, были определены сроки проведения работ (с августа 1882 по сентябрь 1883 года) и принята программа исследований. В соответствии со взятыми на себя обязательствами, США должны были разместить две научные станции — одну на мысе Барроу (Аляска) и одну в заливе Леди-Франклин на северо-восточном побережье острова Элсмир, где ещё в 1875 году капитан Сигнального ведомства армии США Генри Хоугейт предложил организовать колонию-поселение в качестве базы для проведения исследовательских работ в архипелаге (в заливе были открыты залежи угля, а предшествующая навигация в проливах Смита и Кеннеди была успешной). В 1877 и 1880 годах Хоугейт даже отправлялся с этой задачей в Арктику. Основать поселение ему не удалось, а сам он позже был обвинён в растрате ассигнованных ему сумм и арестован.

## Подготовка
На организацию станции биллями Конгресса США от 1 мая 1880 и 3 марта 1881 года было выделено 25 000 долларов. Организация и снабжение экспедиции осуществлялись при попустительстве и равнодушии ответственных за это лиц, фактически все организационные и финансовые вопросы были возложены на её руководителя в условиях, когда до последнего момента было не ясно, состоится ли экспедиция вообще. Окончательное решение военного ведомства США было вынесено только 12 апреля — всего за два месяца до отплытия. Фрахт экспедиционного судна — парохода «Протеус» (467 р. т.) обошёлся в 19 000 долларов. На снаряжение и продовольствие осталось всего 6000 — ничтожно малая сумма для такого крупного мероприятия, но эти деньги, особенно с учётом поспешности, были потрачены начальником экспедиции с тщательностью и рачительством на покупку угля, научных инструментов, спасательных лодок, собак, собачьего корма, шерстяной и меховой одежды (последние были приобретены в Гренландии) и многого другого. Военное ведомство США обеспечило экспедицию оружием, обмундированием, полевым снаряжением (палатками и т. п.), необходимыми лекарствами и хирургическими инструментами. Из продовольствия были взяты около 30 000 мясных рационов (из расчёта на 25 человек на 39 месяцев), около 27 000 рационов мучных продуктов (на 35 месяцев), 32 450 рационов бобовых, риса и т. п. продуктов, а также противоцинготные средства, такие как сок лайма, консервированные вишня, морковь, маслины и другие витаминосодержащие продукты.
В состав экспедиции вошли 25 человек, из которых 24 были волонтёрами.
| Офицеры | Сержанты | Рядовые | Гражданские |
| --- | --- | --- | --- |
| - Адольф Вашингтон Грили — руководитель, первый лейтенант, 5-й Кавалерийский полк - † Джеймс Бут Локвуд, второй лейтенант, 23-й пехотный полк - † Фредерик Кислингбьюри, второй лейтенант, 11-й пехотный полк | - Дэвид Брэйнард, 2-й Кавалерийский полк, завхоз - † Эдвард Израэль, Сигнальный корпус, астроном - † Джордж Райс, Сигнальный корпус, фотограф - † Уинфилд Джюэль, Сигнальный корпус, метеоролог - † Гамлет Гардинер, Сигнальный корпус - † Дэвид Ральстон, Сигнальный корпус, метеоролог - † Уильям Кросс, Дженерал сервис - † Дэвид Линн, 2-й Кавалерийский полк | - † Джозеф Элисон, капрал, 10-й пехотный полк - † Николас Сейлор, капрал, 2-й Кавалерийский полк - Фрэнсис Лонг, 9-й пехотный полк - † Чарльз Генри, 5-й Кавалерийский полк - Морис Коннелл, 3-й Кавалерийский полк - † Джейкоб Бендер, 9-й пехотный полк - † Уильям Уислер, 9-й пехотный полк - Генри Бидербик, 17-й пехотный полк - Юлиус Фредерик, 2-й Кавалерийский полк - Уильям Эллис, 2-й Кавалерийский полк - † Р. Шнайдер, 1-й Артиллерийский полк | - † Октев Пэви, врач - † Йенс Эдвард, проводник, ответственный за собак - † Фредерик Кристиансен, проводник, ответственный за собак |

## Экспедиция

### 1881—1882 годы

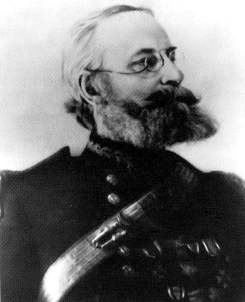
Руководитель экспедиции Адольф Грили (фото 1887 года)

12 июня 1881 года пароход «Протеус» с большей частью участников экспедиции покинул Нью-Йорк, а 7 июля, после последних приготовлений, вышел из Сент-Джонса (Ньюфаундленд) в направлении Гренландии. 16 июля «Протеус» зашёл в колонию Кекертарсуак, где 20 июля на его борт поднялся экспедиционный врач доктор Пэви, который оставался там после неудачной экспедиции Хоугейта 1880 года и продолжал свои научные исследования. 28 июля в Упернивике Грили взял на борт двух эскимосов — Йенса Эдварда и Фредерика Кристиансена, а также тридцать шесть собак, а 11 августа «Протеус» благополучно достиг залива Леди-Франклин — конечной точки путешествия, где путешественники разгрузили судно и начали строить дом. Его Грили назвал форт Конгер в честь сенатора Омара Конгера, принявшего деятельное участие в организации экспедиции. С «Протеуса» были также сняты паровой вельбот и несколько спасательных шлюпок. 25 августа «Протеус» покинул гавань и ушёл на юг.
Экспедиция немедленно приступила к запланированным научным работам и проведению непродолжительных санных походов. Велись непрерывные наблюдения за атмосферным давлением, температурой и влажностью воздуха, силой ветра, земным магнетизмом, астрономические наблюдения (большинство из научных работ, несмотря на объективные трудности, продолжались вплоть до 21 июня 1884 года). Число записей о ежедневно произведённых наблюдениях составляло более 500: метеорологических — 234, магнитных — 264, наблюдений за приливно-отливными явлениями — 28. В некоторые из дней число измерений доходило до 1200. Адольф Грили ввёл по-армейски строгий распорядок жизни участников экспедиции, хотя, например, в рационе питания особого различия между чинами не было. Не все участники были согласны со столь жёстким экспедиционным укладом жизни, в частности, лейтенант Кислингбьюри (за что был отстранён Грили от офицерской должности), а также доктор Пэви (с которым до самой смерти последнего у Грили возникали постоянные конфликты).

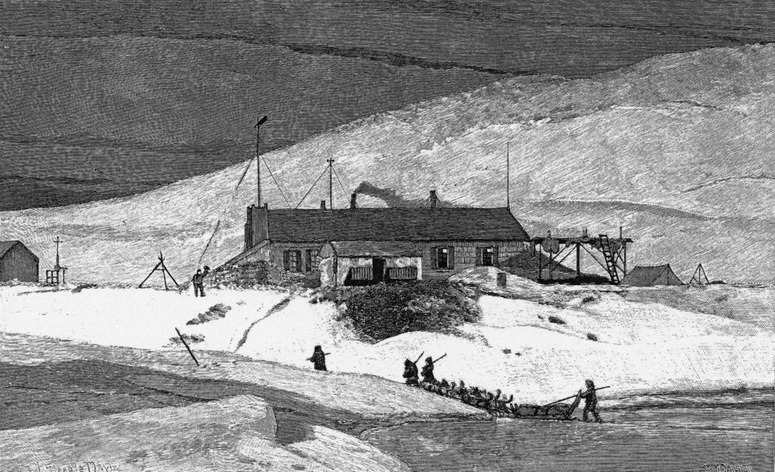
Форт Конгер, 20 мая 1883 года

Зима 1881/1882 года в целом прошла спокойно, хотя Грили и отметил определённый физический и эмоциональный дискомфорт, наблюдавшийся у участников экспедиции и вызванный полярной ночью. Особое внимание со стороны руководителя и доктора уделялось здоровью, в первую очередь профилактике цинги. Не меньшее внимание уделялось бытовым условиям. Еженедельно каждый принимал ванну и менял бельё. В течение двух лет ежедневный пищевой рацион состоял из примерно 800 граммов мяса, 300 граммов консервированных овощей, 140 граммов сахара, 350 граммов мучных изделий, консервированных фруктов и солений, не считая чая, шоколада и т. п. Повара менялись каждый месяц, чтобы внести некоторое разнообразие во вкус приготовляемых блюд. С собой в экспедицию Грили взял очень хорошую библиотеку, которая скрасила пребывание во тьме полярной ночи. Помимо научных работ, энциклопедий и книг, связанных с Арктикой, в ней были более тысячи популярных романов и журналов.
С 19 марта по 1 мая 1882 года доктором Пэви, Джорждем Райсом и Эдвардом Йенсом было совершено путешествие на север по маршруту Альберта Маркема с целью найти землю севернее острова Элсмир. Открытая вода преградила им дальнейший путь вперёд, и путешественники были вынуждены вернуться. С 26 апреля по 7 мая сам Грили в сопровождении нескольких рядовых отправился во внутреннюю область острова Элсмир, обнаружил древние стоянки инуитов и открыл большое озеро, названное им в честь начальника Сигнального корпуса генерала Уильяма Бэбкока Хезена (англ. William Babcock Hazen). Наиболее успешным было путешествие, совершённое лейтенантом Джеймсом Локвудом, сержантом Дэвидом Брэйнардом и Фредериком Кристиансеном, во время которого на карту было нанесено более 125 миль неисследованной северо-западной береговой линии Гренландии. Они вышли 4 апреля из форта Конгер и после того, как пересекли пролив Кеннеди, отправились на север вдоль западного побережья Гренландии. 13 мая путешественники достигли острова Локвуд — 83°24’ северной широты — самой северной точки, достигнутой человеком на тот момент. Из-за нехватки продовольствия они были вынуждены повернуть обратно и 1 июня благополучно вернулись в форт.

Обзорная карта маршрута возвращения экспедиции Грили

### Первая спасательная экспедиция
Первая вспомогательная экспедиция вышла из Сент-Джонса 8 июля 1882 года на китобойном судне «Нептун», который должен был доставить в форт Конгер сменную команду и разнообразные грузы. Её возглавил секретарь генерала Хезена Уильям Биб (англ. William M. Beebe), командовал судном коммандер С. Д. Грине (англ. S D Greene). Согласно инструкциям, в случае, если «Нептун» не сможет достичь залива Леди-Франклин во время навигации, то экспедиция должна была заложить склад с продовольствием и снаряжением в приметном месте на восточном побережье острова Элсмир по возможности как можно дальше к северу. Однако выполнить задачу не удалось. Судно столкнулось с крайне тяжёлой ледовой обстановкой в Баффиновом заливе, где вмёрзло в лёд и вплоть до 1 августа беспомощно дрейфовало по воле ветра и течений, прежде чем ему удалось освободиться. 3 августа с «Нептуна» на мысе Сабин острова Пим был сгружен небольшой запас продовольствия и снаряжения (всего 250 рационов, спасательная шлюпка и др.) в расчёте на то, что удастся пробиться севернее, но остров оказался самой северной точкой, достигнутой кораблём (примерно 375 километров от залива Леди-Франклин). Чуть позже был организован склад на острове Литтлтон у западного побережья Гренландии, и 24 сентября «Нептун» вернулся в Сент-Джонс.

### 1882—1883 годы

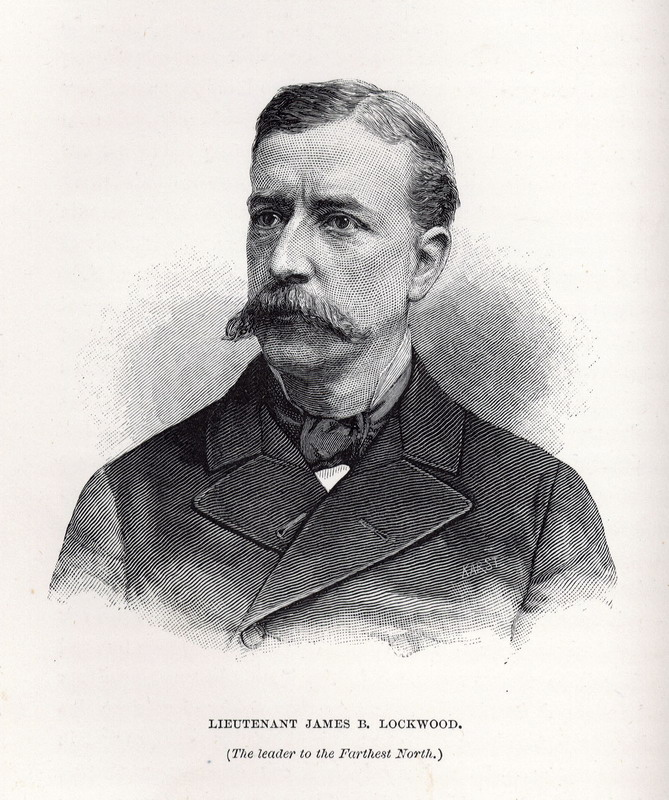
Джеймс Бут Локвуд

Отсутствие судна с «большой земли» не стало серьёзным ударом для экспедиции, продовольствия было достаточно, за исключением, разве что, овощей, чтобы продержаться ещё год. Сам Грили больше сожалел об отсутствии новостей из внешнего мира.
Вторая зимовка в форте прошла благополучно и без каких-либо значимых событий. Проводились предусмотренные программой исследований научные наблюдения. С 25 апреля по 26 мая 1883 года лейтенант Локвуд, сержант Брэйнард и Фредерик Кристиансен совершили ещё один санный поход, в ходе которого пересекли остров Элсмир на запад от моря до моря и открыли фьорд, который Локвуд назвал в честь руководителя экспедиции «Грили-Фьорд». Таким образом, все задачи, поставленные перед экспедицией, были выполнены, оставалось только дождаться спасательного судна.

### Вторая спасательная экспедиция

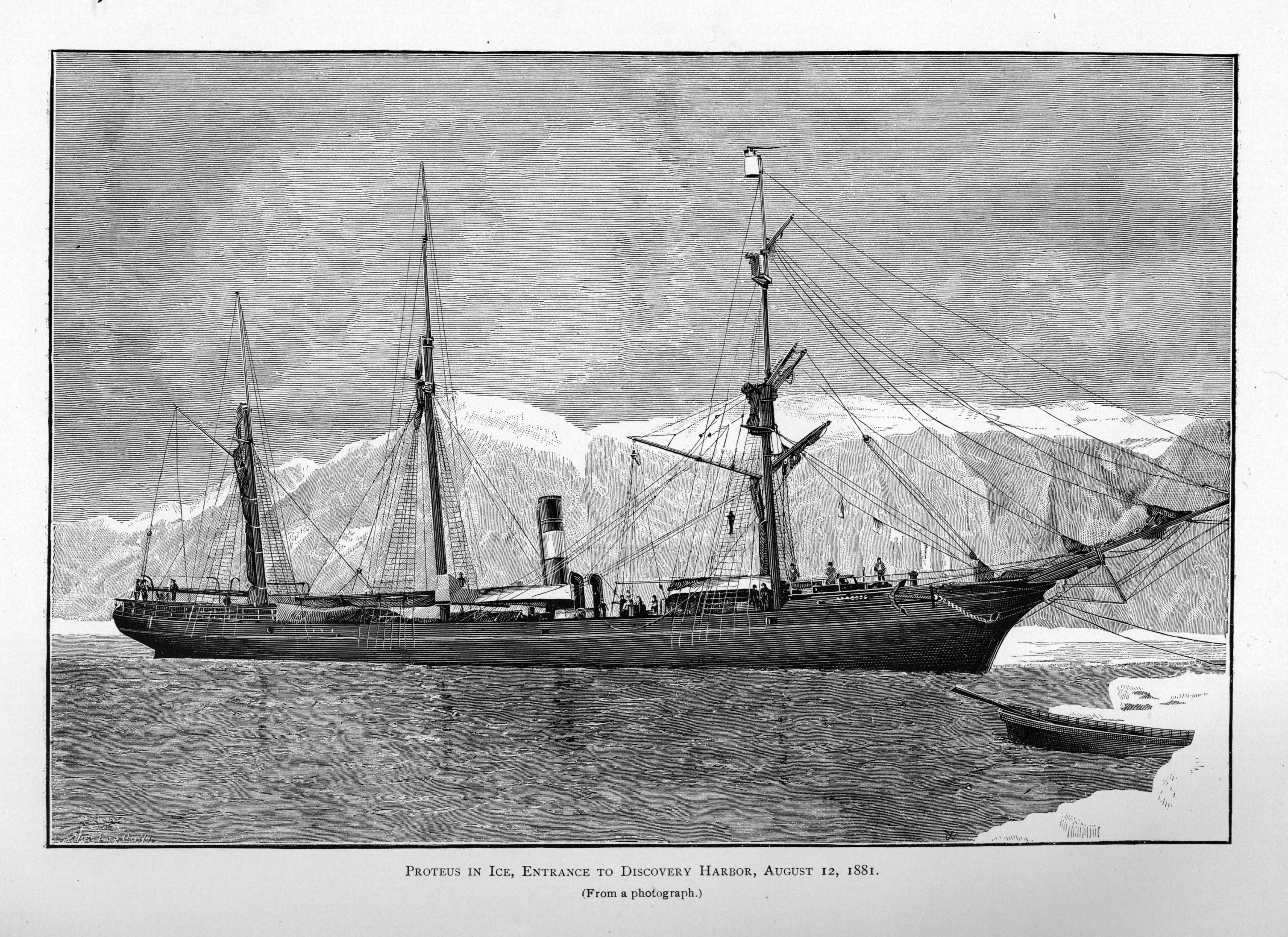
Пароход «Протеус» 12 августа 1881 года. Гравюра из отчёта Грили

Вторую спасательную экспедицию в залив Леди-Франклин возглавил лейтенант Эрнест Гарлингтон (англ. E. A. Garlington). Инструкции, данные Гарлингтону, предписывали последнему во что бы то ни стало достичь экспедиционной базы Грили: «Эта необходимость не преувеличена, поскольку запасы лейтенанта Грили к этому моменту иссякнут. Если спасательный корабль не доберётся до них, Грили придётся вместе с партией выступить по суше на юг ещё до наступления зимы».
Экспедиция состояла из двух судов — «Протеуса», доставившего Грили на север, и вспомогательного военного корабля «Янтик» (англ. Yantic), возможности которого для плавания в арктических водах из-за конструктивных особенностей были крайне ограничены и роль которого свелась к ожиданию у берегов Гренландии. 29 июня «Протеус» и «Янтик» вышли из Сент-Джонса. 6 июля «Протеус» достиг Годхавна, где до 12 июля прождал «Янтик», упустив неделю времени. 21 июля Гарлингтон достиг мыса Сабин, где сошёл на берег и нашёл хорошо сохранившееся депо, оставленное командой «Нептуна» годом ранее. Обогнув мыс, Гарлингтон взял курс на север, но уже у мыса Альберт (англ. Cape Albert) (в 140 милях от базы Грили) был остановлен битым паковым льдом, крайне затруднявшим не только продвижение вперёд, но и любую навигацию. Гарлингтон был вынужден отступить. В 2 часа ночи 23 июля «Протеус» оказался в ледовом плену. В 16:30 он получил несколько серьёзных пробоин по правому борту и начал тонуть. Из-за возникшей на борту паники и неспособности Гарлингтона удержать ситуацию под контролем (что стало предметом для последующих разбирательств) удалось спустить на лёд лишь спасательные шлюпки и незначительную часть продовольствия и снаряжения. В 18:50 вся команда покинула гибнущее судно.
К полудню 24 июля 37 человек команды «Протеуса» высадились на мысе Сабин, где партия оставила ненужные вещи и снаряжение, а в 3 милях к западу от него лейтенант Колвелл заложил депо, где оставил порядка 500 фунтов спасённого с корабля продовольствия и несколько спальных мешков. 25 июля, с грузом продовольствия из расчёта на 40 дней плавания, экипаж «Протеуса» отправился в сторону западного побережья Гренландии, вдоль которого более месяца продвигался на юг, пока не был подобран «Янтиком» и 13 сентября благополучно вернулся в Сент-Джонс.

### Поход на юг

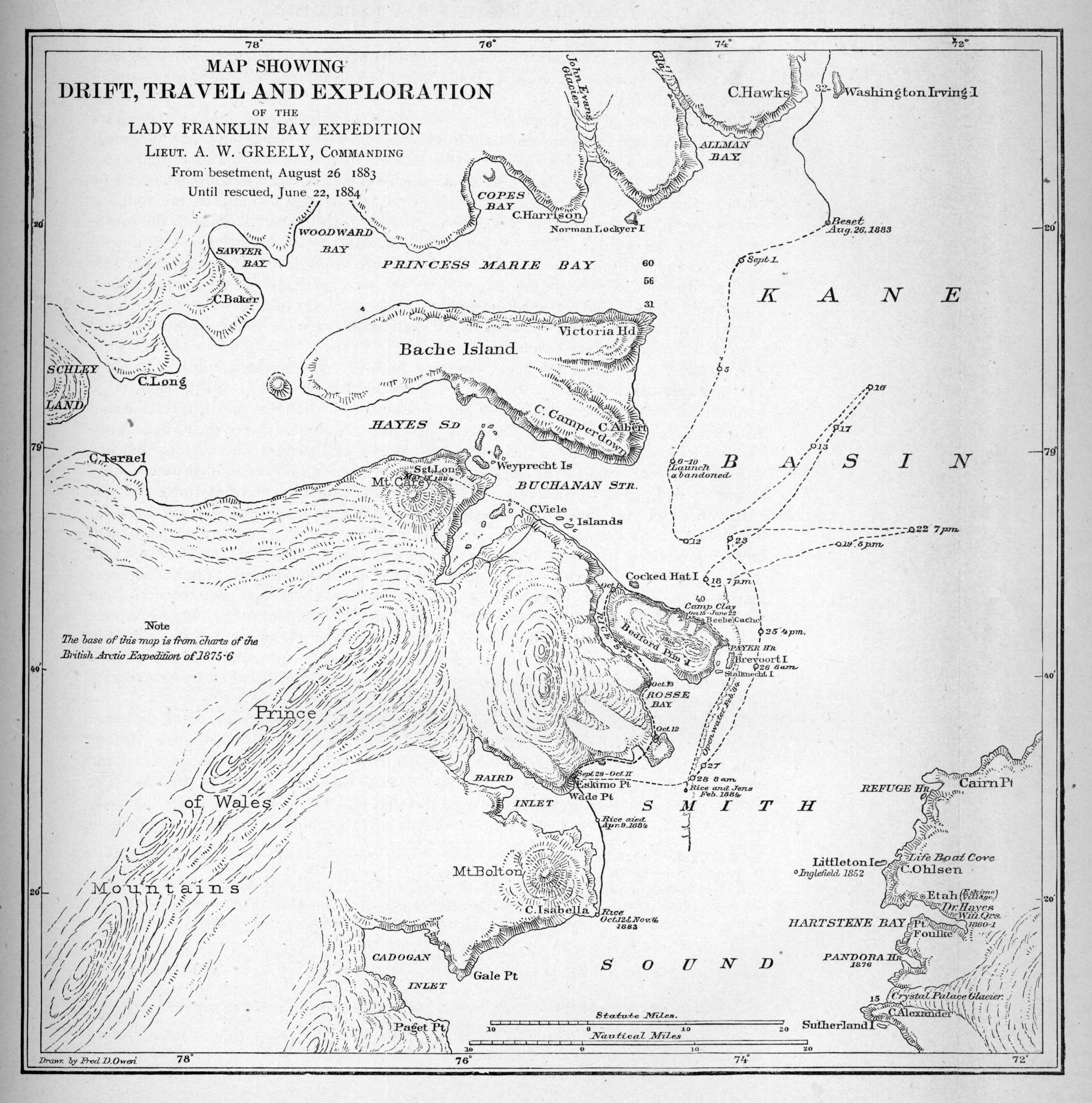
Часть маршрута возвращения экспедиции на юг, схемы осенне-зимних походов

К началу августа 1883 года в форте оставалось ещё достаточное количество продовольствия, чтобы продержаться год в режиме экономии. Однако инструкции, оставленные Грили, предписывали тому в случае отсутствия судна покинуть форт не позднее сентября и самостоятельно продвигаться к югу навстречу спасательному судну или до острова Литтлтон на западном побережье Гренландии, где для него будет устроен склад с продовольствием и снаряжением.
Не исключая такой возможности, ещё зимой 1883 года Грили проработал план возвращения. В феврале — марте в 12 милях к югу от форта на мысе Бэрда был заложен промежуточный склад с продовольствием. Были сделаны копии документов и результатов научных наблюдений, приведены в порядок шлюпки и паровой вельбот. Крайним сроком для оставления форта Грили определил 8 августа, но к этому времени пролив Кеннеди даже ещё не освободился от прошлогоднего льда. Приказ покинуть форт Грили отдал 10 августа. Полярники отправились в путь на паровом вельботе и четырёх лодках, которые вельбот тянул за собой. Из продовольствия они брали с собой 40-дневный запас, достаточный для путешествия на 350—400 километров. Эскимосских собак не убили, Грили не исключал вероятность возвращения в форт в случае крайних обстоятельств. По пути к югу продовольствие было пополнено из депо, заложенных Грили зимой и в 1881 году по пути на север.
К 10 сентября путешественники смогли достичь лишь 79-й параллели северной широты (примерно 340 км от форта Конгер). Постоянная минусовая температура воздуха с середины августа, сопровождавшаяся сильными ветрами, крайне затрудняла навигацию в проливе, и путешественникам приходилось больше выжидать, пока вскроется лёд в проливах, расходуя и без того скудные запасы еды и топлива, нежели продвигаться вперёд. Тогда же стало окончательно ясно, что двигаться морем далее невозможно, и Грили принял решение бросить паровой вельбот, две лодки и лишнее снаряжение и отправиться в пешее путешествие в направлении ближайшей земли, которая лежала в пределах 11 миль. Однако сильный дрейф в проливе Смита, вызванный переменчивыми ветрами и приливно-отливными явлениями, сделал продвижение вперёд невероятно долгим. Интересен факт, что спустя почти две недели пути они увидели в двух милях от себя брошенный катер.
Земли на восточном побережье острова Элсмир удалось достичь лишь 29 сентября, имея на руках запас продовольствия всего на 35 дней (из расчета по половине нормального рациона на одного человека). К 14 октября полярники добрались до острова Пим, где встали лагерем недалеко от мыса Сабин, на котором были обнаружены склады «Нептуна» 1882 года и затонувшего «Протеуса». Сравнительно недалеко находилось депо экспедиции Нэрса (1875—1876 годов) на мысе Изабелла. Однако запасов продовольствия в депо, на которые рассчитывал Грили, оказалось мало. Часть запасов, в спешке сброшенных с тонущего «Протеуса», оказалась испорчена. В складе Нэрса оказалось всего 72 килограмма мяса (но которые так и не смогли привезти — партия, которую туда послали в ноябре, едва не погибла сама, а один из её участников Джозеф Элисон получил сильнейшие обморожения конечностей). Спасательных судов не было, рассчитывать на их появление зимой накануне полярной ночи не приходилось. Дальнейшие попытки двигаться дальше были бессмысленны. Оставалось только зимовать.

### Зимовка на мысе Сабин

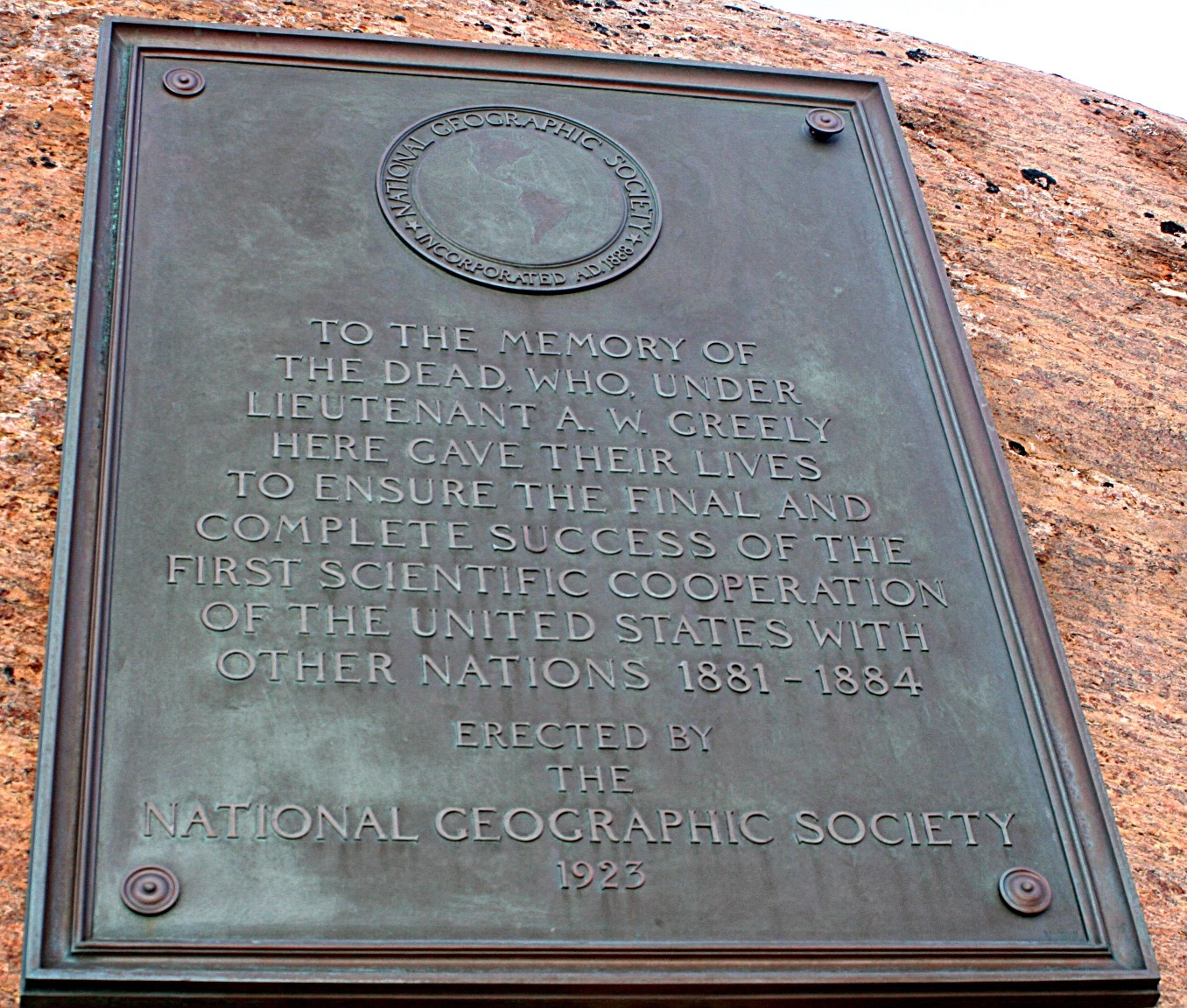
Памятная табличка погибшим на острове Пим, 2005

К 19 октября было сооружено зимовье, которое, как писал Грили, скорее всего, станет их могилой. Оно представляло собой четыре каменных стены высотой около 1 метра, на которые сверху были установлены лодки, накрытые парусиной. Для обогрева использовали печь. В качестве топлива — упаковки от продуктов и древесину разбитого вельбота, прибитого к берегу течением. До наступления полярной ночи запасы продуктов пробовали пополнить за счет охоты, но без видимого успеха, лишь изредка удавалось добыть тюленину или песцов. Для экономии топлива воду добывали из небольшого озера рядом с хижиной. Для освещения использовали самодельную лампаду на тюленьем жиру. По оценкам Грили и Брэйнарда, имевшиеся продукты едва можно было растянуть до марта — начала апреля 1884 года.
Ещё до начала полярной зимы из-за недостаточного питания и тяжёлой физической работы в течение предыдущих двух месяцев люди были сильно истощены. Из дневника Локвуда: «Лейтенант Грили, Израэль, Бидербик, Уислер, Бендер и Гардинер значатся в списке больных, они страдают от ран на ногах, судорог и недостаточного питания…». С ноября 1883 года Грили перевёл людей на минимально возможный рацион питания. Из дневника Брэйнарда: «Заплесневелый чёрствый хлеб и 2 банки консервированного супа выдаются на обед для двенадцати человек. В Конгере 10 таких банок служили для начала обеда…».
К 12 января 1884 года у четырёх человек доктор обнаружил признаки цинги, лейтенант Локвуд был очень слаб. Участились случаи краж из продовольственного склада. 18 января от голода умер первый участник партии — сержант Кросс.
2 февраля фотограф Райс вместе с эскимосом Йенсом предприняли попытку добраться до западного берега Гренландии в надежде найти там помощь. 6 февраля они вернулись — несмотря на многодневные морозы за минус 40 градусов по Цельсию, в проливе Смита была открытая вода.

К 1 марта в партии в относительном здравии пребывало 22 человека, лейтенант Локвуд и капрал Элисон (получивший серьезные обморожения в ноябрьском походе на мыс Изабелла) были тяжело больны. Из дневника Грили от 14 марта: «Мы сделали всё, что могли, для собственного спасения и будем продолжать борьбу… Конец никого не пугает, но страшен путь, который надо пройти, чтобы достигнуть конца. Умереть легко, очень легко, трудно бороться, терпеть, жить». 

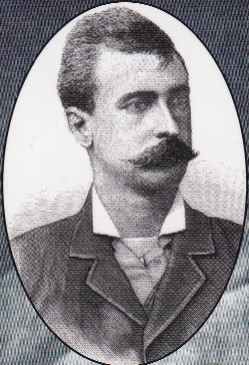
Фотограф Джордж Райс

К началу апреля запасы продовольствия подошли к концу. 3 апреля от голода умер эскимос Фредерик Кристиансен, 6 апреля рядовой Линн. 6 апреля фотограф Райс и рядовой Фредерик предприняли ещё одну попытку привезти продовольствие из депо Нэрса, но 9 апреля Джордж Райс скончался от общего истощения на руках у Фредерика. Сам Фредерик смог вернуться обратно. 9 апреля скончался лейтенант Локвуд. 12 апреля сержант Уинфилд Джюэль. В этот же день удалось застрелить белого медведя, который обеспечил партию мясом на некоторое время. 14 апреля сошёл с ума лейтенант Кислингбьюри. Грили, который к этому времени часто жаловался на боли в сердце, написал в своих бумагах, что в случае смерти передаёт всю полноту власти и обязанности начальника партии сержанту Брэйнарду, единственному, кто был более-менее активен и адекватен. 29 апреля во время охоты утонул эскимос Йенс, а вместе с ним утонула единственная исправная винтовка. Фактически единственным источником пищи зимовщиков стал криль, который сержант Брэйнард ловил самодельными сетями.
К 11 мая в партии осталось всего 2 пайка. 19 мая был выдан последний спирт. В этот же день умер рядовой Уильям Эллис. 20 мая закончились последние припасы продовольствия. 23 мая умер метеоролог Джордж Ральстон. Остававшиеся в живых разбили рядом с зимовьем палатку, куда перебрались, так как снежная крыша зимовья из-за повышения температуры начала таять, заливая водой его обитателей. 24 мая умер рядовой Уильям Уислер.
К утру 1 июня в живых оставались ещё 14 человек. Днём умер лейтенант Кислингбьюри, 3 июня капрал Сейлор. Немногочисленную добычу охотников — рядового Лонга и сержанта Брэйнарда — Грили старался распределить между ними, так как понимал, что они единственная возможность выжить хоть кому-нибудь. 6 июня за многократное воровство был расстрелян рядовой Генри. В этот же день умерли рядовой Бендер и доктор экспедиции Октев Пэви. Сил хоронить тела уже не было, поэтому их попросту оттаскивали от палатки на несколько метров. 12 июня умер Гардинер. С этой даты оставшиеся в живых питались исключительно лишайником, собранным с прибрежных скал, и размоченной тюленьей кожей. 18 июня умер Шнейдер. 21 июня Грили перестал вести свой дневник. Его последняя запись была: «Пролив Бьюкенен вскрылся в полдень на всём протяжении…».

### Третья спасательная экспедиция

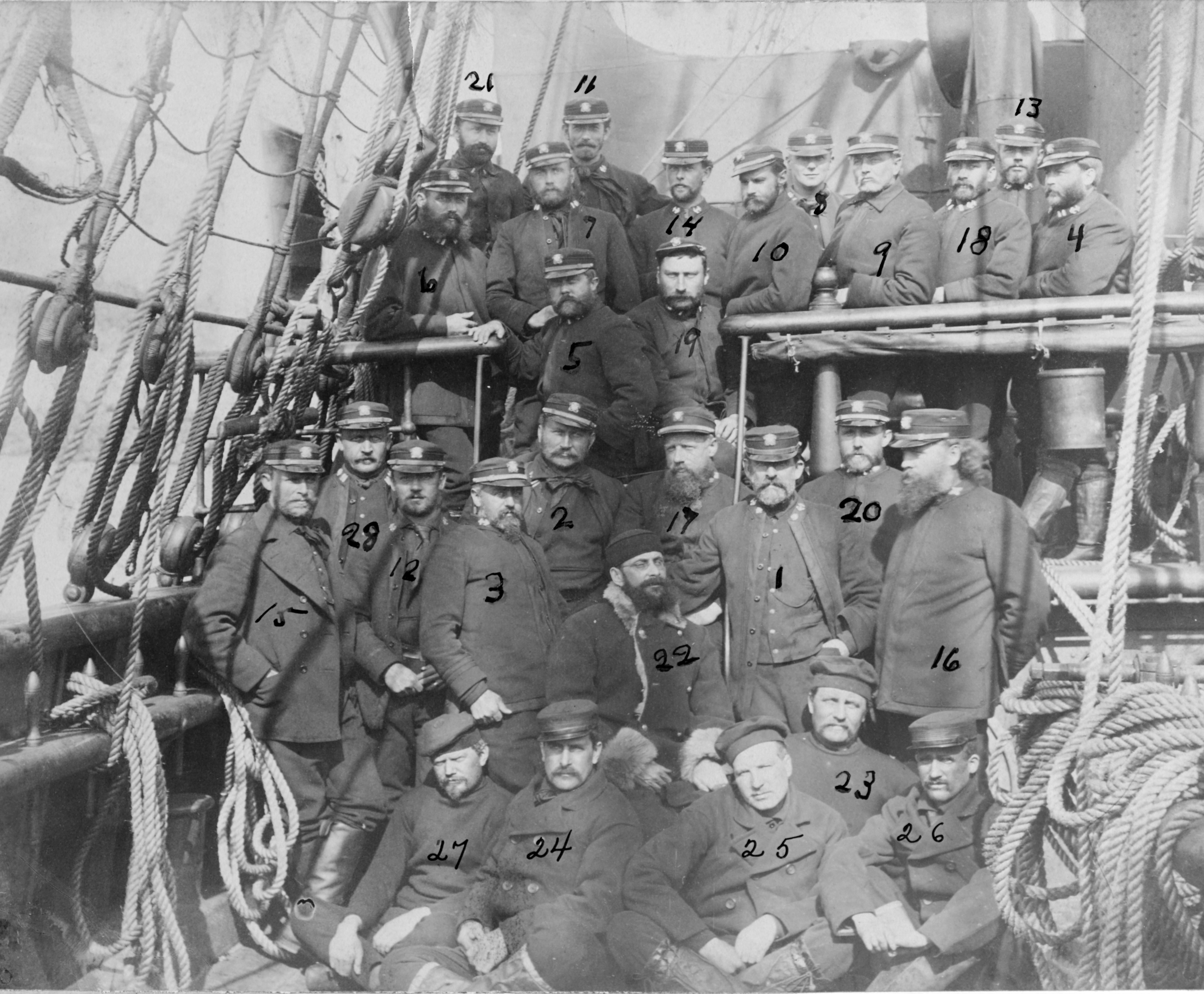
Спасённые участники экспедиции на борту корабля: 22 — А. Грили, 23 — Д. Фредерик, 24 — Д. Брэйнард, 25 — Г. Бидербик, 26 — М. Коннелл, 27 — Ф. Лонг

Для спасения экспедиции Грили военным ведомством США в начале лета 1884 года в пролив Смит были направлены четыре судна под командованием командора Уинфилда Шлея. Ими было обследовано западное побережье Гренландии, в частности остров Литтлтон, куда должен был направиться Грили. Когда выяснилось отсутствие следов Грили на острове, было решено проверить целостность депо на мысе Сабин и ближайших островах. В 8.30 вечера 22 июня лейтенант Колвелл с корабля «Тетис», высадившийся у депо «Протеуса» на мысе Сабин, заметил на гребне скалы фигуру одинокого человека, размахивающего сигнальным флагом. Это был рядовой Лонг. А затем была обнаружена палатка с выжившими. Колвелл ножом сделал продольный разрез в тенте и заглянул внутрь. Открывшаяся его взору сцена была ужасна:

Ближе ко входу лежал человек с отвисшей челюстью и остекленевшим, неподвижным взором, не обнаруживавший признаков жизни. Напротив него лежало существо, только отдаленно напоминавшее человека. Оно было без ног и без рук. К обрубку правой руки была привязана ложка. Двое других сидели на земле в центре палатки с резиновой бутылью в руках, пробуя вылить её в котелок. Напротив стоял на коленях, поддерживаясь руками, человек с длинной путаной бородой, глаза которого сверкали лихорадочным огнём. Он был одет в халат, превратившийся в грязные лохмотья. Голову его прикрывала красная феска. «Не Грили ли вы?» — спросил Колвелл. «Да, — раздался в ответ слабый голос, — я — Грили. Нас осталось семеро… Вот они тут… умираем… как подобает мужчинам. Сделано, что надо было…» И он упал в изнеможении.
Около палатки лежали непогребённые трупы умерших за последнее время. Тело Генри лежало там же, где его расстреляли. Тела десятерых лежали на склоне холма в 50-ти ярдах от палатки, похоронен был лишь один — первый умерший.
C большой осторожностью оставшиеся в живых — Адольф Грили, сержант Дэвид Брэйнард, рядовые Френсис Лонг, Морис Коннелл, Джулиус Фредерик, Генри Бидербик и Джозеф Элисон — были доставлены на судно, на котором 17 июля прибыли в Сент-Джонс. По пути на родину 8 июля в результате скоротечного рецидива гангрены отмороженных конечностей рядовой Д. Элисон умер.

## После экспедиции
Оставшиеся в живых участники экспедиции были встречены на родине как герои. Адольф Грили сделал всё от него зависящее, чтобы его людям было воздано по заслугам. Бидербик и Фредерик были комиссованы из армии по инвалидности. Бидербика Грили устроил таможенным инспектором в Нью-Йорке, а Фредерика в Бюро прогнозирования погоды, куда позже также были устроены Лонг и Коннелл. Позже Фрэнсис Лонг принял участие в Полярной экспедиции Болдуина-Циглера на Землю Франца-Иосифа (1901), участвовал в спасательной экспедиции Циглера (Ziegler Relief Expedition) под командованием Уильяма Чампа (англ. William S. Champ) (1902), а также в качестве метеоролога принял участие в Полярной экспедиции Циглера-Фиала (1903-1905). Сержант Брэйнард был повышен в звании до второго лейтенанта и впоследствии сделал блестящую военную карьеру, дослужившись до звания бригадного генерала. Сам Грили продолжал военную службу до 1908 года и вышел на пенсию в звании генерал-майор. Он опубликовал несколько книг и активно занимался общественной деятельностью.

## Обвинения в каннибализме

Лейтенант Фредерик Кислингбьюри

Серьёзные испытания, выпавшие на долю полярников на мысе Сабин, а также слухи о возможном каннибализме среди них получили широкую огласку, что заслонило для широкой публики научные достижения экспедиции. Помимо спасения семерых выживших, спасателями были также эксгумированы тела умерших для их последующего перезахоронения на родине. Остались не найденными лишь останки сержантов Райса и Гардинера, доктора Пэви, капрала Сэйлора и рядового Бендера. Они были погребены на припайном льду, который приливами со временем был отнесён в море, однако этот факт впоследствии был поставлен под сомнение. В своем отчёте Уинфилд Шлей сообщил, что на телах шестерых погибших — Кислингбьюри, Джюэля, Ральстона, Генри, Уислера и Эллиса — спасательной командой были обнаружены отрезанные острыми предметами части плоти.
Слухи о возможном каннибализме среди выживших участников экспедиции проникли в прессу, и уже в августе 1884 года в ряде американских газет, в частности New York Times, вышли посвящённые этому статьи. В них приводились свидетельства очевидцев спасательной экспедиции, что часть эксгумированных тел была изуродована до неузнаваемости, и опознать их было возможно лишь по биркам на одеялах, в которые те были завёрнуты. Сообщалось, например, что один из спасённых — Элисон, находившийся в беспамятстве, — в бреду кричал, что не хочет быть съеденным. Грили и официальные представители военного ведомства либо отрицали данные факты, либо, как Уинфилд Шлей, деликатно уклонялись от комментариев на эту тему.
14 августа 1884 года было эксгумировано тело лейтенанта Кислингбьюри, ранее захороненное в закрытом гробу (Rochester Post взяла на себя оплату всех расходов). Выяснилось, что тело было лишено кожи, на руках и ногах полностью отсутствовала плоть, и они удерживались только связками. Тело было «методично вырезано», что отчасти подтвердило утверждения журналистов. Грили объяснил этот неоспоримый факт тем, что части плоти использовались в качестве приманки для ловли рыбы и креветок. Несколько позже было эксгумировано тело Уильяма Уислера, которое также, как выяснилось, было полностью лишено плоти. Однако военным удалось «замять» эту тему в СМИ.
С апреля по июнь 1998 года учёные Института океанологии Польской академии наук профессор Гданьского университета Ян Марцин Венславский (пол. Jan Marcin Węsławski) и Иоанна Легезынская (пол. Joanna Legezyńska) провели комплексный анализ морских биоресурсов района острова Пим с точки зрения возможности их использования для поддержания жизни участников экспедиции Грили в течение довольно продолжительного времени в отсутствие других источников пищи. Обоснованный с научной точки зрения вывод учёных оказался однозначен: даже при увеличении в два раза того количества ракообразных, добываемых Брэйнардом и Лонгом, их крайне низкая энергетическая ценность не давала никаких шансов на выживание (даже с учётом индивидуальных особенностей организма) никому из членов экспедиции без дополнительного источника пропитания, которым могла стать только человеческая плоть.
10 июля 2015 года запрос к властям США на эксгумацию тела ещё одного участника арктической экспедиции Грили подали родственники расстрелянного Чарльза Генри, чтобы с помощью современной науки прояснить, «что же на самом деле случилось с теми отчаянными людьми».

## Комментарии
1. ↑  Совокупный вес мясных и рыбных продуктов на 25 человек на указанное время, конкретно в данном случае — 400 кг трески, 1200 кг пеммикана, 300 кг ветчины, 1300 кг окороков, 3800 кг свинины, 200 кг лососины, 23 бочки солёной говядины, 864 банки тушёнки и т. д.
2. ↑  В англоязычных источниках все попытки дойти до Грили названы спасательными экспедициями, хотя, по существу, ими были только вторая и третья.
3. ↑  Во всех без исключения авторитетных источниках фигурирует цифра 500, но где-то речь идёт о фунтах веса, где-то о числе рационов.